# Episodi di Private Eyes (seconda stagione)
La seconda stagione della serie televisiva Private Eyes viene trasmessa in prima visione in Canada su Global in due parti degli episodi: la prima parte (ep. 1-9) dal 25 maggio al 20 luglio 2017, mentre la seconda parte (ep. 10-18) dal 27 maggio al 29 luglio 2018.
In Italia la stagione viene trasmessa dal 15 dicembre 2017 al 9 marzo 2018 su Fox Crime, canale a pagamento della piattaforma Sky.
| n°            | Titolo originale               | Titolo italiano                      | Prima TV Canada | Prima TV Italia  |
| Prima parte   | Prima parte                    | Prima parte                          | Prima parte     | Prima parte      |
| ------------- | ------------------------------ | ------------------------------------ | --------------- | ---------------- |
| 1             | The Extra Mile                 | Per rabbia e per paura               | 25 maggio 2017  | 15 dicembre 2017 |
| 2             | Boardwalk Empire               | Il condominio dei misteri            | 1º giugno 2017  | 22 dicembre 2017 |
| 3             | The Frame Job                  | A rapporto dalla preside             | 8 giugno 2017   | 22 dicembre 2017 |
| 4             | Crimes of Fashion              | Fashion Crimes                       | 15 giugno 2017  | 29 dicembre 2017 |
| 5             | Now You See Her                | La donna fantasma                    | 22 giugno 2017  | 29 dicembre 2017 |
| 6             | The P.I. Code                  | Il codice dell'investigatore privato | 29 giugno 2017  | 5 gennaio 2018   |
| 7             | Between a Doc and a Hard Place | Un amore del passato                 | 6 luglio 2017   | 5 gennaio 2018   |
| 8             | Six Feet Blunder               | Le ultime volontà                    | 13 luglio 2017  | 12 gennaio 2018  |
| 9             | The Good Soldier               | Il bravo soldato                     | 20 luglio 2017  | 12 gennaio 2018  |
| Seconda parte |                                |                                      |                 |                  |
| 10            | Kissing the Canvas             | Un cuore onesto                      | 27 maggio 2018  | 19 gennaio 2018  |
| 11            | Long Live the King             | Lunga vita al re                     | 3 giugno 2018   | 26 gennaio 2018  |
| 12            | Getaway With Murder            | Weekend con omicidio                 | 10 giugno 2018  | 2 febbraio 2018  |
| 13            | A Fare To Remeber              | Un passeggero da ricordare           | 17 giugno 2018  | 9 febbraio 2018  |
| 14            | Finding Leroy                  | Alla ricerca di Leroy                | 24 giugno 2018  | 16 febbraio 2018 |
| 15            | The Hills Have Eyes            | Il volo del falco                    | 8 luglio 2018   | 23 febbraio 2018 |
| 16            | Look Who's Stalking            | Il fantasma del vecchio stalker      | 15 luglio 2018  | 23 febbraio 2018 |
| 17            | Brew The Right Thing           | Segreti sepolti                      | 22 luglio 2018  | 2 marzo 2018     |
| 18            | Shadow Of A Doubt              | L'ombra del dubbio                   | 29 luglio 2018  | 9 marzo 2018     |